# Smena (journal)
Smena (en russe : Смена ; littéralement « Relève » ou « Changement ») est un hebdomadaire soviétique fondé le 18 décembre 1919 et disparu le 12 octobre 2015. Il était diffusé à Léningrad et dans l'oblast de Léningrad.

## Histoire
Smena commence son existence en tant que porte parole du comité du Komsomol de Léningrad. À partir de 1967, il comptait un supplément Smena na studencheskoï stroïke, qui relatait les nouvelles du programme des unités de la jeunesse étudiante léningradoise affectées aux grandes chantiers de construction communiste. Le dernier numéro de ce supplément parait le 5 octobre 1984. Après la dislocation de l'URSS, Smena devient indépendant. Le dernier numéro du journal est en grande partie composé des déclarations des pétersbourgeois qui expriment leur soutien au comité de la rédaction et déplorent sa fermeture. 

## Rédacteurs en chef
- Alla Beliakova (1966-1973)
- Guerman Balouïev (1974-1975)
- Guennadi Selezniov (1975-1980)
- Tatiana Fiodorova (1981-1986)
- Viktor Iouguine (1986-1990)
- Galina Leontieva
- Aleksei Razorenov
- Oleg Zassorine (2002-2015)